# Opius nowakowskii
Opius nowakowskii är en stekelart som beskrevs av Fischer 1959. Opius nowakowskii ingår i släktet Opius och familjen bracksteklar. Inga underarter finns listade i Catalogue of Life.